# Теклевка (Чортковский район)
Теклевка (укр. Теклівка) — село в Копычинецкой городской общине Чортковского района Тернопольской области Украины.
До 2020 года входило в Гусятинский район.
Код КОАТУУ — 6121682703. Население по переписи 2001 года составляло 243 человека.

## Географическое положение
Село Теклевка находится на правом берегу реки Ничлавка в месте впадения в неё реки Жабий Поток,
выше по течению на расстоянии в 2 км расположено село Котовка,
ниже по течению на расстоянии в 1 км расположено село Гадинковцы.
Рядом проходит железная дорога, станция Гадинковцы в 2,5 км.

## История
- 1856 год — дата основания.